# Rollende start

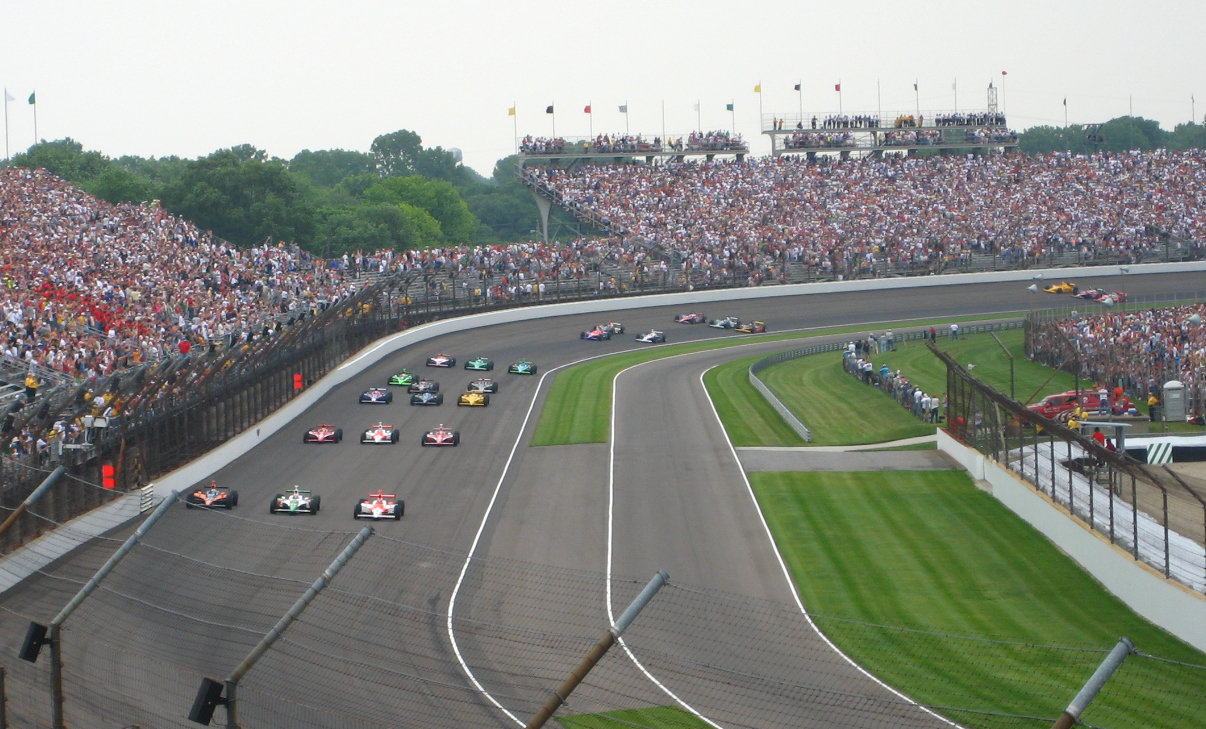
Rollende start

Een rollende start is een manier om de wedstrijd te beginnen bij autoraces en motorraces.
Bij een rollende start positioneren de coureurs zich (soms na een opwarmronde) om vanaf hun juiste (gekwalificeerde) plek te gaan starten en rijden daarna in formatie op de startlijn af. Zodra een coureur over de startlijn is mag er ingehaald worden. Doe je dit voor de lijn is het een valse start en wordt die coureur tijdens de wedstrijd gestraft.